# Epeiromulona hamata
Epeiromulona hamata là một loài bướm đêm thuộc phân họ Arctiinae, họ Erebidae.